# Покољи Срба у глинском срезу
Покољи Срба у глинском срезу били су масовна убиства српских становника у срезу Глина Краљевине Југославије, а у тадашњој Независној Држави Хрватској (НДХ), која су се одвијала од маја до августа 1941. године. Први талас покоља почео је 11. маја, када је усташка група предвођена Мирком Пуком стријељала групу српских мушкараца и дјечака над ископаном јамом у селу Прекопи. Други талас покоља у глинском срезу догодио се од 30. јула до 3. августа, када су усташе похапсиле Србе општина Топуско и Чемерница (данас Горња и Доња Чемерница), под изговором да ће бити упућени на присилни рад у Лику. Једини преживјели сведок првог покоља је био Никица Самарџија, а другог Љубан Једнак. Обојица сведока су дали своје изјаве Земаљској комисији Хрватске за утврђивање злочина окупатора и његових помагача (даље Земаљска комисија).
Године 1969. подигнут је споменик и изграђен је меморијални музеј у спомен жртвама масакра. Након отцјепљења Хрватске од Југославије, нове хрватске власти су уклониле споменик из града. Послије завршетка рата у Хрватској, мјесне власти нису успјеле обновити споменик и демонтирале су га. Меморијални музеј је преименован у Хрватски дом, а сваки траг старе православне цркве на чијим темељима је меморијални музеј био саграђен и све плоче и друга обиљежја покоља у Глинској цркви уклоњени.

## Демографска позадина и политичка ситуација у срезу на почетку рата
Према попису из 1931. срез Глина је имао око 45.000 становника, од којих око двије трећине Срба, а једна трећина Хрвата. У самом граду је било 2.315 становника, гдје су 49,4% били Хрвати-католици, 47,8% Срби, а незнатан је био и број осталих. Прије рата у Глини је постојала тајна усташка организација на чијем се челу налазио адвокат Мирко Пук. Након Атентата на краља Александра, Пук је био ухапшен под основаном сумњом да је одржавао везе са Павелићем и усташама. Кратко затим након суда је био пуштен на слободу. У Глини је било чврсто упориште Франкове чисте странке права, поготово у Хрватској штедионици, на чијем се челу једно вријеме налазио Пук, гдје су одбијали да примају мјенице, које су потписивали Срби.
Када је у Загребу проглашена НДХ, глинске усташе су у цијелој Глини преузеле власт у своје руке. Разоружали су мјесни војни гарнизон и поставили своје страже код општине, суда и среза. Споменик краљу Петру, који се налазио у центру Глине, је био срушен. Пук је 12. априла именован у Загребу за замјеника предсједника Хрватског државног водства, а 16. априла га је Павелић именовао у министра правосуђа и вјера.

## Масакри

### Мај 1941. године
Дана 11. маја 1941. је сазван „тајни ужи састанак” усташких првака Глине у стану љекарке др Вејвода. Један усташа-емигрант је предложио да се састави листа оних Срба које би послије хапшења требало ликвидирати, а који би били оквалификовани као непријатељи Хрвата. Након дужег вијећања, без конкретног гласања, дошли су до договора да све глинске Србе треба ликвидирати. Већ 11. маја прије подне било је јасно шта ће се догодити и појединим Србима су послати савјети и упозорења да се требају склонити, али ти савјети и упозорења нису схваћени озбиљно.
Увече 11. маја је усташки таборник Никола Видаковић мобилизовао усташе, поставио неке од њих да дежурају на глинским улицама, а са другим усташама је почео да хапси и одводи све одрасле мушке особе Србе старости од 16 до 60 година. Ухапшенима су говорили да их воде „на преслушање” и да ће након тога сви бити пуштени кућама. Ово објашњење су наглашавали како би умирили родбину ухапшених и избјегли отпор приликом хапшења. Глина је те ноћи била без уличног осветљења, а хапшења Срба су пратиле пљачке имовине ухапшених, при чему је неколико Срба убијено на свом кућном прагу. Ухапшени те ноћи и слиједећег дана, 12. маја, су одведени у затвор у згради жандармерије, а кад се затвор напунио, у двориште затвора.
Дана 11. маја увече неколико глинских усташа је дошло у село Прекопу код Глине, гдје су тражили од хрватских сељака да сутрадан, 12. маја, почну копати велику јаму уз десну обалу ријеке Глине, гдје је планирано да се покопају побијени Срби.
Усташе су похапшене Србе почеле камионима превозити на стратиште у Прекопу послије поноћи 13. маја. Сви похапшени Срби су у затвору везани два-по-два, с рукама на леђима и утоварани у два камиона, са церадама и одвожени на мјесто стријељања. Сви похапшени Срби су били одвезени у Прекопу и тамо, над ископаном јамом, стријељани. Стријељање су вршили усташе-емигранти доведени дан раније из Загреба. Од домаћих усташа, учешће у стријељању су узеле усташе Никола Видаковић и Никола Липак-Чукље, на чијој је њиви била ископана ова масовна гробница. Једини Србин који се спасио стријељања је био Никица Самарџија. Њему је успјело да се одвеже и баци у ријеку Глину прије него што је доведен на стратиште. С лажним документима је отпутовао за Земун, гдје је остао до краја рата. Као преживјели свједок овог покоља, Самарџија је дао писмену изјаву Земаљској комисији, дана 15. јуна 1945. године. Осим Самарџије, два Хрвата су били свједоци овог покоља: стражар Ђуро Силај, који је те ноћи чувао стражу код затвора и гледао како вежу Србе и товаре их у камионе, и млинар Шешерин из Глине, кога су натјерали да у Прекопи, скупа са другима, покапа стријељане Србе. Обојица свједока су испричали о томе шта се десило те ноћи свом сусједу Милану Деспоту, Србину, који се скривао код родбине како би избјегао хапшење. Према Голдштајну, убијани су првенствено ватреним оружјем, док британски историчар Рори Јоманс тврди да су убијани секирама, ножевима, маљевима и косама. Међу страдалима је био и глински прота и парох Богдан Опачић.
Тада је католички свештеник из Глине Франц Жужек писао да су „12. маја сви Глински Срби похватани и заточени преко ноћи, док су сутрадан стрељани у Прекопима, где су сељани морали да копају гробове“.
Тачан број Срба стријељаних 13. маја 1941. није познат. Забиљежено је да се усташа Никола Липак-Чукље, који је учествовао у превозу и ликвидацији, хвалио у друштву како је те ноћи убијено 437 Срба. Липак-Чукљу потврђује историчар Д. Родоњо, који цитира „Promemoria per il duce con allegata una relazione del 9 Iuglio redatta dal Comando dei C.C.R.R. dela II Armata” — италијански архивски документ — промеморију, коју је команда Друге италијанске армије стациониране у НДХ послала Мусолинију 9. јула 1941. гдје се тврди: „У срезу Глина је побијено више од 18.000 Срба од којих је 417 поклано у православној цркви (sic).”
Хрватски аутори (Томашевић, Голдштајн) цитирају писмо, за које се тврди да га је Степинац послао Павелићу, у коме се тврди да је убијено 260 Срба, док други (Рамет, Хоаре) се служе недокументованим процјенама од 300 убијених.

### Јул—август 1941. године
Усташе су од 26. до 28. јула хватале Србе на територији општина Топуско и Чемерница. Похватани Срби су одвожени сточном запрегом у Топуско и затварани у општинску зграду, српску православну цркву и парохијски дом. Пјешице и камионима су похватани Срби доведени на жељезничку станицу у Топуском 28. јула, гдје су укрцани у сточне вагоне и транспортовани у Глину. Речено им је да иду на присилни рад у Лику. По свједочењу Љубана Једнака било је најмање два вагона у којима налазило између 150 и 160 особа. Ујутро 29. јула овај транспорт похватаних Срба је стигао у Глину, гдје су се искрцали и у колони по два доведени у Глинску цркву где су их усташе закључале. Србима је затим наређено да легну на под, док их је шесторица усташа ударало по глави шиљатим палицама. Тада се појавило још усташа и убиства су се наставила. Жртве су убијане тако што су им пререзани вратови или су им главе разбијене пушчаним кундацима. Само једна жртва, Љубан Једнак, преживио је тако што су усташе мислиле да је мртав, а он је касније описао шта се догодило:
Тако је то ишло — један камион, па други камион итд. Када су готово све у цркви поклали и када је број нас живих спао на нас десетак, ја сам био у једном куту цркве и у једном часу видим како нема никога у цркви. Било нас је свега десетак. Погледам из кута према вратима и видим усташе како износе крваве и закрвављене људе… Крв тече свуда по цркви. Све је било мирно, цијела црква била је освијетљена свијећама. Ја прескочим на срећу — и бацим се међу заклане људе који су лежали на поду. Испружим руке и легнем међу њих, а осталих 5-6 нису се могли никако сакрити и тих 5-6 су затим заклани.
Са усташке стране, као свједочанство, имамо изјаву Хилмије Берберовића коју је септембру 1941. дао полицији у Београду. Он је, између осталог, изјавио:
Убијање је вршено на неколико начина. Неке су затварали у православној цркви у Глини, гдје је могло стати око 1000 душа. Тада је командир одредио из наше сатније 15 људи који ће извршити клање. Прије поласка на овај посао давао им је пиће, и то неком рума, а неком љуту ракију, па кад се напију онда су их слали ножевима унутра. За вријеме клања пред црквом је била постављена стража, јер су се неки православци пењали у звонару и скакали са врха звоника у порту. Сви они који су скакали били су побијени у порти од стране стражара. Ја сам био одређен да у три маха вршим клање у цркви (…). Убијање је вршено на тај начин што смо неке ударали ножем право у срце, неке клали преко врата, а неке ударали гдје стигнемо. Ако неки Србин не би био готов од првог ударца, тога би усташе преклале ножем. За вријеме овога клања није горјело свјетло у цркви већ су били одређени нарочити војници који су у рукама држали батеријску лампу и тиме освјетљавали просторије.
Када су усташе поклале једну четвртину Срба затворених у цркви (Рођења Богородице), направили су паузу да би доводили цивиле и показивали им како кољу Србе. О томе догађају је посвједочила Јосипа Шарић пред Комисијом Окружног НОО Баније 14. октобра 1944. године. С друге стране, Срби који су крајем јула похватани на територији среза Глина и били привремено смештани у жандармеријске касарне у појединим селима, а затим довожени у срески судски затвор и друге просторије у Глини, нису довођени у цркву ради клања, већ су одвожени право над јаме у Прекопи и тамо су поубијани.
Други масовни покољ Срба у глинској цркви и шикари Латиново десио се 4-5. августа када су домамљени Срби Вргинмоста и Чемернице у Соколски дом у Вргинмосту под маском масовног „покрста” 3. августа. Усташе су под пријетњом или под маском добровољности и свечаности позивале Србе општина Вргинмост и Чемерница да дођу у Соколски дом у Вргинмосту како би их католички свештеник масовно покрстио. Да би обмана била убједљивија, усташе су окупљене Србе уписивали у књиге и наплаћивале таксу покрштења. Тога дана није се појавио католички свештеник, већ су дошла усташка појачања која су поставила страже око Соколског дома и ограђеног дворишта у коме су били затворени окупљени Срби. Главни организатори овога покоља су били усташе Никола Видаковић и Јосип Мисон. Више од 1.300 Срба је 4. августа камионима и аутобусима превезено из Вргинмоста, у цркву Рођења Богородице или директно над јаме у шикари Латиново, гдје су били побијени или поклани. Усташе су у цркви 4. августа јавно показивале Хрватима, грађанима Глине, затворене Србе у цркви, говорећи им да пођу видјети „штакоре” и „покрст какав никада нису видјели”. Покољ затворених Срба у цркви се одвијао у ноћи између 4. и 5. августа а лешеви покланих су одвожени и бацани у јаме у шикари Латиново у Глинском Новом Селу. Око мјесец дана касније, усташе су запалиле цркву.
Љубо Једнак у свом свједочењу тврди да су биле четири масовне гробнице у тој шикари, од којих су само три идентификоване и да је након ископавања посмртних остатака жртава покоља било избројано 2.000 лобања. Именом и презименом су идентификоване 203 жртве. У Саопштењу Земаљске комисије (број 10 од 14. октобра 1944. године) стоји да је било 900 затворених у цркви.

### Необавијештеност
Процјењује се да су током 1941. године на Кордуну и Банији усташе убиле преко 33.000 Срба. Том великом броју побијених Срба је допринијела њихова необавијештеност о покољима који су се дешавали те године. Усташе су брижљиво криле од јавности сва хапшења Срба и масакре, говорећи да су хапшења и одвођења Срба у затворе и цркве била потребна због присилних радова у Лици, у Њемачкој или због масовног „покрста”. Локални Хрвати који су учествовали у копању јама - масовних гробница и затрпавању лешева убијених Срба су били лојални усташама и нису упозоравали Србе о правој природи „покрста” или присилних радова. Исто тако, Хрвати Милан Деспот и Стево Клобучар — чланови Комунистичке партије, који су радили у усташком окружењу нису упозорили Србе о правој природи усташког насиља над Србима.

## Посљедице
Након масакара, многи Срби из Глине и околине избјегли су у Србију или су депортовани у концентрационе логоре, који су били под контролом усташа. Слом НДХ догодио се у мају 1945. године и у наредним годинама на Нирнбершким суђењима пресуђено је да је прогон Срба у НДХ био злочин геноцида. Срби су се у Глину вратили послије рата, дјелимично из жеље да остану близу гробова својих ближњих и живјели су мирно са својим сусједима Хрватима све до распада Југославије деведесетих година 20. вијека.
Црква Рођења Богородице је након покоља срушена. Њемачки официр, шеф Техничког одјела из Сиска, Опенхајм је предложио да се црква не сруши већ да се она преуреди у биоскоп или у неку другу јавну установу, али се са тим није сагласио жупник Франц Жужек.
Мирка Пука, организатора првог масакра, заробиле су британске снаге док је покушавао да побјегне у Аустрију у мају 1945. године и изручиле га Југославији у јуну 1945, гдје је починио самоубиство пререзавши жиле на руци бритвом. Вјекослав Лубурић, организатор другог масакра, је побјегао из Југославије послије рата у Шпанију, гдје га је убила особа за коју се претпоставља да је био агент Управе државне безбједности (УДБА). Павелић је преживио рат и умро од последица атентата у Шпанији 1959. године. Алојзија Степинца, који није јавно осудио злочине у Глини, нова југословенска власт оптужила је за сарадњу са усташама и судила му 1946. године, а Једнак је свједочио против њега. Степинац је осуђен на 16 година затвора и умро је у кућном притвору 1960. године. Једнак је 1986. године свједочио и против министра унутрашњих послова НДХ Андрије Артуковића.

## Свједочење Химлије Берберовића
Београдска полиција је ухватила Химлију Берберовића из Босанског Новог, који је прије рата био запослен у Београду, па је као добар познавалац прилика упућен у Београд, да настави са усташким недјелима. Он је по лишењу слободе, пред полицијским поднаредником у Коларчевој улици бр. 1, о својим усташким злочинима, између осталог изјавио и ово:
Почетком мјесеца јуна 1941. добила је моја сатнија налог да идемо у Глину. По доласку у Глину, прво смо претресли град, па смо затим ишли по селима. Ово претресање трајало је око 15 дана. Кад је са претресањем завршено, дошли су усташе из Загреба и Петриње, па смо тада добили налог да по селима сакупимо све православне мушкарце од 20 до 45 година старости. У прво вријеме вршили смо хапшење мушкараца. Њих смо сакупљали по селима и доводили их у Глину, гдје смо их стављали у судски затвор. Ту су остајали у затвору по неколико дана, док се затвор не напуни, а тада су их убијали.
Убијање је вршено на више начина. Неке су затварали у православну цркву у Глини. У цркву је могло стати око 1000 људи. Тада је командир станице одређивао 15 људи који имају да врше клање. Прије него што пођу на свој поход, давао им је алкохолно пиће и то некима рум, а некима љуту ракију, па кад се напију, онда су их ножевима пуштали унутра. За вријеме клања је пред црквом постављена стража, а ово је чињено ради тога што су се неки православци пењали на звонику, па су затим скакали са ње. Ја сам био одређен да вршим клање у три маха. Сваком приликом ишли су и неки официри, Добрић Јосип и Михајло Цветковић, а поред њих је било и усташких официра. По уласку у цркву, официри су стајали код вратију и посматрали наш рад, а ми смо вршили клање. Убијање је вршено на тај начин, што смо неке ударали прво у срце, неке клали преко врата, а неке ударали гдје стигнемо. Ако неки Србин не би био од првог ударца смртно погођен, тога су усташе приклале ножем. За вријеме клања није горјела свјетлост у цркви, већ су били одређени специјални војници, који су рукама држали батеријске лампе и тиме нам освјетљавали простор. У више махова десило се, да је по неки Србин налетио на нас песницом или пак да је у некојега ударио ногом, али је тај био одмах искасапљен.
За вријеме овога клања била је у цркви велика галама. Присутни Срби викали су: Живио краљ Петар, Живила Југославија, Живила краљица Марија, Живила Србија, Доле Усташи, Доле Павелић итд. Клање је почињало у 22 сата увече, трајало је до 2 сата. За вријеме док је посљедњи Србин био жив ове су манифестације трајале. Овакво клање у цркви десило се седам до осам пута, а ја сам учествовао три пута. За вријеме клања сви смо били толико упрљани крвљу, да се униформа није могла очистити, већ смо је замјењивали у магацину, а касније се прала. Црква је послије сваког клања прана. Кад се клање завршавало, долазили су камиони и носили љешеве. Обично су их бацали у ријеку Глину, а неке закопавали. Неке су православце изводили на обалу ријеке Глине гдје су их стријељали из митраљеза. Ово стријељање вршено је одједном на 300 до 400 људи. Они су сви постављени поред обале у двије врсте, па су повезани један за другога и тако гађани из митраљеза, који су били постављени у непосредној близини. Љешеви ових лица, која су стријељана поред обале, бацана су у ријеку Глину. Неке групе Срба извођене су из затвора и стријељане у близини мјеста Глине поред шуме, па су послије закопани на мјесту гдје су стријељане.
Прикупљање Срба вршено је на тај начин, што је у одређено село ишло око 70 усташа и 30 нас војника, а сви смо били под командом усташког официра. Село је увијек било опкољено, па је унутра улазила одређена група, која сакупља Србе. Кад буде цијело село сакупљено, онда смо их стражарно спроводили у судски затвор. У прво вријеме доводили смо само мушкарце, а доцније и женска лица, од 15 до 50 година старости. Приликом овога довођења видио сам да су усташе, неки моји другови и војници силовали жене и дјевојке, па су их затим одводили у Глину. Видио сам да су усташе као и војници долазили у логор одакле су одводили жене које су хтјели, па су над њима вршили обљубу, негдје на периферији града, па су их поново враћали у затвор. Од стране официра ово није било забрањено, јер су и сами официри ово чинили.

## Сјећања
У прољеће 1947. су кости побијених из јаме у Прекопи и осталих јама на подручју Глине пренесене на православно гробље. На гробљу су, на мјесту срушене црквице, кости положене у заједничку спомен-костурницу у којој се налази око 2500 убијених Срба од 1941. до 1944. године са подручја среза Глина.
Пјесник Иван В. Лалић је написао поему „Опело за седам стотина из цркве у Глини”, која је објављена у Загребу 1955. године у првој пјесниковој збирци под насловом „Бивши дечак” а посвећена покланим Србима у глинској цркви 1941. године. Вајар Антун Аугустинчић је 1969. године поставио фонтану Мајка и дијете испред Спомен-дома покланих Срба у Глини. Хрвати су 1995. године уништили ову фонтану.
У знак сјећања на све ове жртве, 13. маја је био спомен-дан жртава и дан града Глине све до 1995. године. Од тада нема одавања почасти убијеним Србима Глине који су невини страдали од усташких кољача.